# Willem-Hendrik Schukking

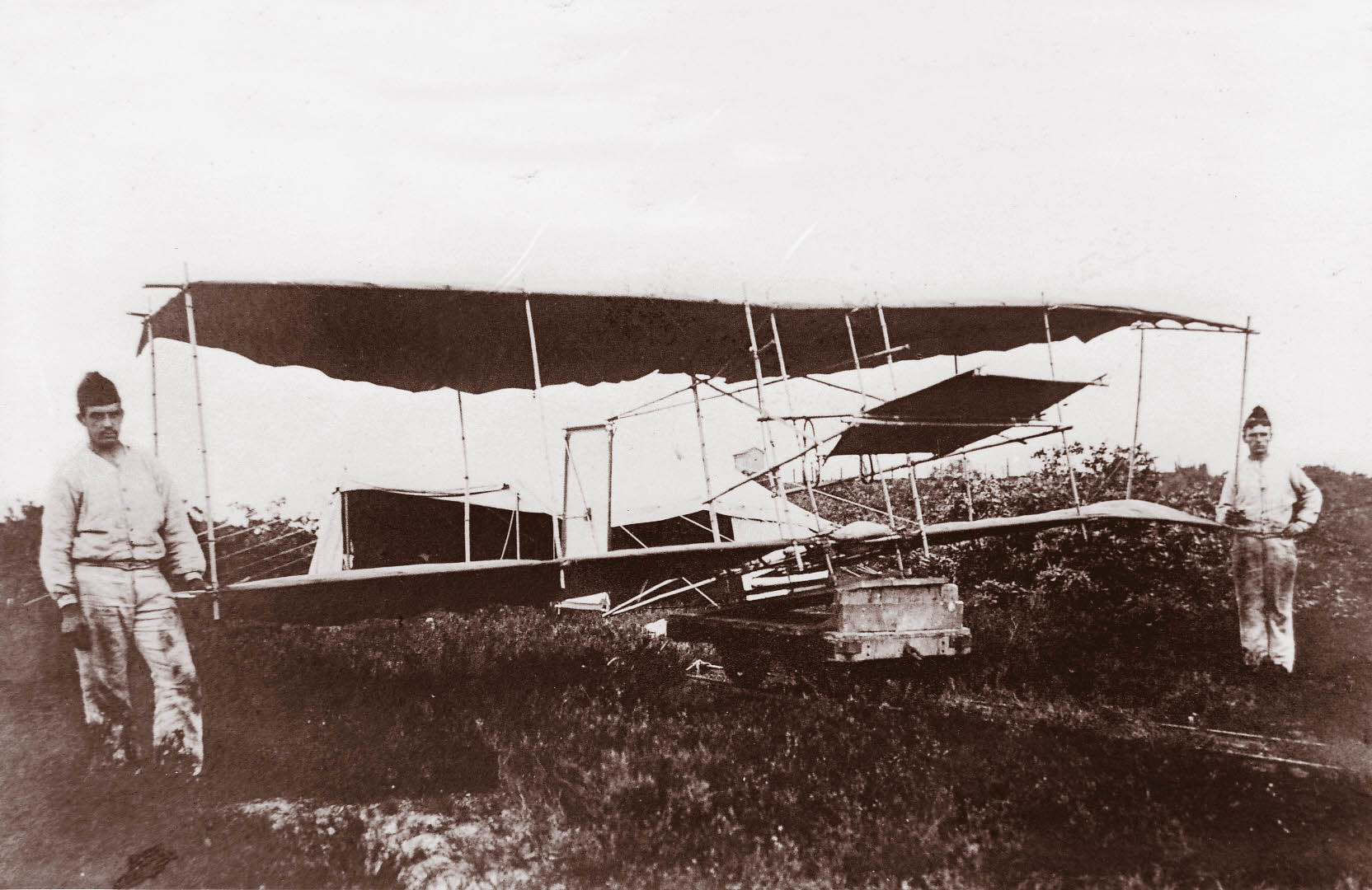
Genisten bij de Wright (1908)

Willem Hendrik Schukking (1886 - 1967) was een Nederlands militair (kolonel-titulair van de genie), historicus en de eerste Nederlander die een zweefvlucht maakte boven Nederland. Hij woonde in Den Haag.
De eerste zweefvlucht in Nederland vond plaats in 1908 op een heuvel genaamd "De Stompert" nabij Soesterberg. Het toestel, de "Wright" was gemaakt van bamboe, wilgentenen en ballonstof. Hij legde 15 meter af, en raakte zo betrokken bij de Vereeniging ter Bevordering van de Luchtvaart, opgericht door Generaal C.J. Snijders.
Hij was ook secretaris van de Stichting "Menno van Coehoorn" tot behoud van historische vestingwerken. In deze hoedanigheid heeft hij vele werken geschreven over de vestingbouw in Nederland.